# Diplocystis
Diplocystis is een geslacht van schimmels behorend tot de familie Diplocystaceae. De typesoort is Diplocystis wrightii.

## Soorten
Volgens Index Fungorum bevat het geslacht vijf soorten (peildatum augustus 2023):
| Soortnaam                 | Auteur(s)                               | Publicatiejaar |
| ------------------------- | --------------------------------------- | -------------- |
| Diplocystis compacta      | (Czern.) De Toni                        | 1888           |
| Diplocystis guadalupensis | (Lév.) Lloyd ex P.-A. Moreau & Courtec. | 2012           |
| Diplocystis junodii       | Pole-Evans & Bottomley                  | 1920           |
| Diplocystis mollis        | (Czern.) De Toni                        | 1888           |
| Diplocystis wrightii      | Berk. & M.A. Curtis                     | 1868           |